# Comunas de Angola
As Comunas de Angola são o terceiro-nível de unidades administrativas em Angola depois dos municípios. Os municípios de Angola são subdivididos em comunas.

## Província do Bengo
Lista de comunas por município da província do Bengo:
| Município     | Comuna-sede   | Outras comunas                                 |
| ------------- | ------------- | ---------------------------------------------- |
| Ambriz        | Ambriz        | Bela Vista Tabi                                |
| Bula Atumba   | Bula Atumba   | Quiage                                         |
| Dande         | Caxito        | Barra do Dande Mabubas Quicabo Úcua            |
| Dembos        | Quibaxe       | Paredes Piri São José das Matas (antiga Quoxe) |
| Nambuangongo  | Muxaluando    | Cage Canacassala Gombe Quicunzo Quixico Zala   |
| Pango Aluquém | Pango Aluquém | Cazuangongo                                    |

## Província de Benguela
Lista de comunas por município da província de Benguela:
| Município  | Comuna-sede               | Outras comunas                                |
| ---------- | ------------------------- | --------------------------------------------- |
| Baía Farta | Baía Farta                | Dombe Grande Calahanga Equimina               |
| Balombo    | Balombo                   | Chindumbo Chingongo Maca Mombolo              |
| Benguela   | Benguela                  | —                                             |
| Bocoio     | Bocoio                    | Chila Monte Belo Passe Cavimbe Cubal do Lumbo |
| Caimbambo  | Caimbambo                 | Catengue Caiave Canhamela Viangombe           |
| Catumbela  | Catumbela                 | Gama Biópio Praia Bebe                        |
| Chongoroi  | Chongoroi                 | Bolonguera Camuine                            |
| Cubal      | Cubal                     | Iambala Capupa Tumbulo (antiga Lomaum)        |
| Ganda      | Ganda                     | Babaera Chicuma Ebanga Casseque               |
| Lobito     | Lobito (ou Lobito-Canata) | Egipto Praia Canjala                          |

## Província de Bié
Lista de comunas por município da província de Bié:
| Município | Comuna-sede | Outras comunas                                 |
| --------- | ----------- | ---------------------------------------------- |
| Andulo    | Andulo      | Calucinga Cassumbe Chivaúlo                    |
| Camacupa  | Camacupa    | Ringoma Santo António da Muinha Umpulo Cuanza  |
| Catabola  | Catabola    | Chipeta Caiuera Chiuca Sande                   |
| Chinguar  | Chinguar    | Cutato Cangote                                 |
| Chitembo  | Chitembo    | Cachingues Mutumbo Mumbué Malengue Soma Cuanza |
| Cuemba    | Cuemba      | Luando Munhango Sachinemuna                    |
| Cuíto     | Cuíto       | Chicala Cambândua Cunje Trumba                 |
| Cunhinga  | Cunhinga    | Belo Horizonte                                 |
| Nharea    | Nharea      | Gamba Lúbia Caiei Dando                        |

## Província de Cabinda
Lista de comunas por município da província de Cabinda:
| Município | Comuna-sede | Outras comunas      |
| --------- | ----------- | ------------------- |
| Belize    | Belize      | Luali Miconje       |
| Buco-Zau  | Buco-Zau    | Inhuca Necuto       |
| Cabinda   | Cabinda     | Malembo Tanto-Zinze |
| Cacongo   | Cacongo     | Dinge Massabi       |

## Província do Cuando-Cubango
Lista de comunas por município da província do Cuando-Cubango:
| Município       | Comuna-sede     | Outras comunas                             |
| --------------- | --------------- | ------------------------------------------ |
| Calai           | Calai           | Maue Mavengue                              |
| Cuangar         | Cuangar         | Savate Caila (antiga Bondo)                |
| Cuchi           | Cuchi           | Cutato Chinguanja Vissati                  |
| Cuito Cuanavale | Cuito Cuanavale | Longa Lupire Baixo Longa                   |
| Dirico          | Dirico          | Xamavera Mucusso                           |
| Mavinga         | Mavinga         | Cunjamba Cutuile Luengue                   |
| Menongue        | Menongue        | Caiundo Cueio-Betre Missombo               |
| Nancova         | Nancova         | Rito                                       |
| Rivungo         | Rivungo         | Luiana Chipundo Neriquinha Jamba do Cuando |

## Província do Cuanza Norte
Lista de comunas por município da província do Cuanza Norte:
| Município    | Comuna-sede         | Outras comunas                                                  |
| ------------ | ------------------- | --------------------------------------------------------------- |
| Ambaca       | Camabatela          | Tango Maúa Bindo Luinga                                         |
| Banga        | Banga               | Caculo Cabaça Cariamba Aldeia Nova                              |
| Bolongongo   | Bolongongo          | Terreiro Quiquiemba                                             |
| Cambambe     | Dondo               | Massangano Danje-ia-Menha Zenza do Itombe São Pedro da Quilemba |
| Cazengo      | Nadalatando         | Canhoca                                                         |
| Golungo Alto | Golungo Alto        | Cambondo Cêrca Quiluanje                                        |
| Gonguembo    | Quilombo dos Dembos | Camame Cavunga                                                  |
| Lucala       | Lucala              | Quiangombe                                                      |
| Quiculungo   | Quiculungo          | —                                                               |
| Samba Caju   | Samba Caju          | Samba Lucala                                                    |

## Província do Cuanza Sul
Lista de comunas por município da província do Cuanza Sul:
| Município    | Comuna-sede  | Outras comunas              |
| ------------ | ------------ | --------------------------- |
| Amboim       | Gabela       | Assango                     |
| Cassongue    | Cassongue    | Pambangala Dumbi Atome      |
| Cela         | Uaco Cungo   | Quissanga Sanga             |
| Conda        | Conda        | Cunjo                       |
| Ebo          | Ebo          | Condé Quissanje             |
| Mussende     | Mussende     | São Lucas Quienha           |
| Porto Amboim | Porto Amboim | Capolo                      |
| Quibala      | Quibala      | Cariango Dala Cachibo Lonhe |
| Quilenda     | Quilenda     | Quirimbo                    |
| Seles        | Seles        | Amboiva Botera              |
| Sumbe        | Sumbe        | Gangula Gungo Quicombo      |

## Província do Cunene
Lista de comunas por município da província do Cunene:
| Município | Comuna-sede   | Outras comunas                       |
| --------- | ------------- | ------------------------------------ |
| Cahama    | Cahama        | Oxinjau                              |
| Cuanhama  | Ondijiva      | Môngua Evale Nehone Cafima Simporo   |
| Curoca    | Oncócua       | Chitado                              |
| Cuvelai   | Mucolongodijo | Mupa Calonga Cuvati                  |
| Namacunde | Namacunde     | Chiede                               |
| Ombadija  | Xangongo      | Ombala yo Mungu Naulila Humbe Mucope |

## Província do Huambo
Lista de comunas por município da província do Huambo:
| Município         | Comuna-sede       | Outras comunas                       |
| ----------------- | ----------------- | ------------------------------------ |
| Bailundo          | Bailundo          | Lunge Luvemba Bimbe Hengue-Caculo    |
| Caála             | Caála             | Cuíma Calenga Catata                 |
| Cachiungo         | Cachiungo         | Chiumbo Chinhama                     |
| Chicala-Choloanga | Chicala-Choloanga | Mbave Sambo Samboto (antiga Hungulo) |
| Chinjenje         | Chinjenje         | Chiaca                               |
| Ecunha            | Ecunha            | Quipeio                              |
| Huambo            | Huambo            | Chipipa Calima                       |
| Londuimbali       | Londuimbali       | Angalanga Alto–Hama Ussoque Cumbira  |
| Longonjo          | Longonjo          | Lépi Iava Chilata                    |
| Mungo             | Mungo             | Cambuengo                            |
| Ucuma             | Ucuma             | Cacoma Mundundo                      |

## Província da Huíla
Lista de comunas por município da província da Huíla:
| Município  | Comuna-sede | Outras comunas                |
| ---------- | ----------- | ----------------------------- |
| Caconda    | Caconda     | Gungue Uaba Cusse             |
| Caluquembe | Caluquembe  | Calépi Ngola                  |
| Chiange    | Chiange     | Chibemba                      |
| Chibia     | Chibia      | Capunda-Cavilongo Quihita Jau |
| Chicomba   | Chicomba    | Cutenda                       |
| Chipindo   | Chipindo    | Bambi                         |
| Cuvango    | Cuvango     | Galangue Vicungo              |
| Humpata    | Humpata     | —                             |
| Jamba      | Jamba       | Cassinga Dongo                |
| Lubango    | Lubango     | Arimba Hoque Huíla            |
| Matala     | Matala      | Capelongo Mulondo             |
| Quilengues | Quilengues  | Impulo Dinde                  |
| Quipungo   | Quipungo    | —                             |

## Província de Luanda
Lista de comunas por município da província de Luanda:
| Município       | Comuna-sede     | Outras comunas                                      |
| --------------- | --------------- | --------------------------------------------------- |
| Belas           | Belas           | Barra do Cuanza                                     |
| Cacuaco         | Cacuaco         | Funda                                               |
| Cazenga         | Cazenga         | —                                                   |
| Ícolo e Bengo   | Ícolo e Bengo   | Bom Jesus do Cuanza Cabiri Cassoneca Caculo Cahango |
| Luanda          | Luanda          | —                                                   |
| Quilamba Quiaxi | Quilamba Quiaxi | —                                                   |
| Quissama        | Muxima          | Demba Chio Quixinge Mumbondo Caboledo               |
| Talatona        | Talatona        | Benfica                                             |
| Viana           | Viana           | Calumbo                                             |

## Província da Lunda Norte
Lista de comunas por município da província da Lunda Norte:
| Município         | Comuna-sede       | Outras comunas              |
| ----------------- | ----------------- | --------------------------- |
| Cambulo           | Cambulo           | Luia Cachimo Canzar         |
| Capenda Camulemba | Capenda Camulemba | Xinge                       |
| Caungula          | Caungula          | Camaxilo                    |
| Chitato           | Dundo-Chitato     | Luachimo                    |
| Cuango            | Cuango            | Luremo                      |
| Cuílo             | Cuílo             | Caluango                    |
| Lóvua             | Lóvua             | —                           |
| Lubalo            | Lubalo            | Luangue Muvuluege           |
| Lucapa            | Lucapa            | Camissombo Capaia Xa–Cassau |
| Xá-Muteba         | Xá-Muteba         | Iongo Cassanje Calucala     |

## Província de Lunda Sul
Lista de comunas por município da província da Lunda Sul:
| Município | Comuna-sede | Outras comunas                 |
| --------- | ----------- | ------------------------------ |
| Cacolo    | Cacolo      | Alto Chicapa Xassengue Cucumbi |
| Dala      | Dala        | Cazage Luma Cassai             |
| Muconda   | Muconda     | Muriege Chiluage Cassai Sul    |
| Saurimo   | Saurimo     | Mona Quimbundo Sombo           |

## Província de Malanje
Lista de comunas por município da província de Malanje:
| Município        | Comuna-sede      | Outras comunas                              |
| ---------------- | ---------------- | ------------------------------------------- |
| Cacuso           | Cacuso           | Lombe Quizenga Pungo-Andongo Soqueco        |
| Cambundi Catembo | Cambundi Catembo | Quitapa Tala Mungongo Dumba Cambango        |
| Cangandala       | Cangandala       | Bembo Culamagia Caribo                      |
| Caombo           | Caombo           | Bange-Angola Cambo Suinginge Micanda        |
| Cuaba Nzoji      | Cuaba Nzoji      | Mufuma                                      |
| Cunda-Dia-Baze   | Cunda-Dia-Baze   | Lemba Milando                               |
| Calandula        | Calandula        | Cateco Cangola Cota Cuale Quinje            |
| Luquembo         | Luquembo         | Quimbango Capunda Dombo Cunga Palanga Rimba |
| Malanje          | Malanje          | Nugola-Luije Cambaxe                        |
| Marimba          | Marimba          | Cabombo Tembo-Aluma                         |
| Massango         | Massango         | Quihuhu Quinguengue                         |
| Mucari           | Mucari           | Catala Caxinga Muquixe                      |
| Quela            | Quela            | Xandele Moma Bângalas                       |
| Quirima          | Quirima          | Sautar                                      |

## Província do Moxico
Lista de comunas por município da província do Moxico:
| Município    | Comuna-sede    | Outras comunas                                                      |
| ------------ | -------------- | ------------------------------------------------------------------- |
| Alto Zambeze | Cazombo        | Nana Candundo Lumbala Caquengue Macondo Caianda Calunda Lóvua Leste |
| Bundas       | Lumbala Guimbo | Lutembo Chiume Luvuei Ninda Mussuma Sessa                           |
| Camanongue   | Camanongue     | —                                                                   |
| Cameia       | Cameia         | —                                                                   |
| Léua         | Léua           | Liangongo                                                           |
| Luau         | Luau           | —                                                                   |
| Luacano      | Luacano        | Lago-Dilolo                                                         |
| Luchazes     | Luchazes       | Cangombe Cassamba Tempué Muié                                       |
| Moxico       | Luena          | Cangumbe Cachipoque Lucusse Lutuai (antiga Muangai)                 |

## Província de Namibe
Lista de comunas por município da província do Namibe:
| Município | Comuna-sede | Outras comunas               |
| --------- | ----------- | ---------------------------- |
| Bibala    | Bibala      | Caitou Capangombe Lola       |
| Camucuio  | Camucuio    | Mamué Chingo                 |
| Moçâmedes | Moçâmedes   | Lucira Bentiaba              |
| Tômbua    | Tômbua      | Iona São Martinho dos Tigres |
| Virei     | Virei       | Cainde                       |

## Província do Uíge
Lista de comunas por município da província do Uíge:
| Município        | Comuna-sede      | Outras comunas                                     |
| ---------------- | ---------------- | -------------------------------------------------- |
| Alto Cauale      | Cangola          | Bengo Caiongo                                      |
| Ambuíla          | Nova Ambuíla     | Quipedro                                           |
| Bembe            | Bembe            | Lucunga Mabaia                                     |
| Buengas          | Buengas          | Nova Esperança (antiga Buenga Norte) Cuilo-Camboso |
| Bungo            | Bungo            | —                                                  |
| Damba            | Damba            | Mabanza Sosso Camatambo Lêmboa Petecusso           |
| Milunga          | Milunga          | Macocola Macolo Massau                             |
| Maquela do Zombo | Maquela do Zombo | Beu Cuilo Futa Quibocolo Sacandica                 |
| Mucaba           | Mucaba           | Uando                                              |
| Negage           | Negage           | Dimuca Quisseque                                   |
| Puri             | Puri             | —                                                  |
| Quimbele         | Quimbele         | Cuango Icoca Alto Zaza                             |
| Quitexe          | Quitexe          | Aldeia Viçosa Cambamba Vista Alegre                |
| Sanza Pombo      | Sanza Pombo      | Cuilo Pombo Uamba Alfândega                        |
| Songo            | Songo            | Quivuenga                                          |
| Uíge             | Uíge             | —                                                  |

## Província do Zaire
Lista de comunas por município da província do Zaire:
| Município     | Comuna-sede   | Outras comunas                             |
| ------------- | ------------- | ------------------------------------------ |
| Cuimba        | Cuimba        | Buela Serra da Canda Luvaca                |
| Mabanza Congo | Mabanza Congo | Calambata Caluca Quiende Luvu Madimba      |
| Nóqui         | Nóqui         | Lufico Mepala Lulendo                      |
| Nezeto        | Nezeto        | Mussera Quibala Norte Quindeje             |
| Soio          | Soio          | Sumba Pedra de Feitiço Quêlo Mangue Grande |
| Tomboco       | Tomboco       | Quinsimba Quinzau                          |